# (20638) Lingchen
(20638) Lingchen (1999 TV108) – planetoida z pasa głównego asteroid okrążająca Słońce w ciągu 4,51 lat w średniej odległości 2,73 j.a. Odkryta 4 października 1999 roku.